# 大堡子山遗址及墓群
大堡子山遗址及墓群位于甘肃省陇南市礼县城东13公里处的永兴镇、永坪镇境内，嘉陵江一级支流西汉水、漾水河环绕而过，西、南、北三面群山相拥，奇峻而清幽。此处为史书所载的秦西犬丘，西垂，是秦公西垂陵墓区所在地。西垂陵园及圆顶山秦贵族公墓群环抱秦第一代行政中心——西垂宫，西汉水、漾水河形成西垂宫天然的护城河。1970年代前，西垂陵园、圆顶山秦贵族公墓仅仅躺在史料文献中。1980年代末由于史料文献管理不当，有人蛊惑当地民众以挖“龙骨”的名义开始“盗”取。“盗”取时间长达十多年，最后大部文物分流失国外或私家密藏。1994年甘肃省文物考古研究所对其进行了相对性抢救挖掘工作。1996年4月19日，“大堡子山秦公墓地”单独公布为甘肃省文物保护单位。2001年6月25日，“大堡子山遗址及墓群”公布为第五批全国重点文物保护单位。
其中秦公大墓是中国发掘的年代最早的秦国国君墓葬。此墓葬的文物大都损毁或流失。